# Haubenberg (Haundorfer Wald)
Der Haubenberg ist ein 505,1 m ü. NHN hoher, bewaldeter Berg des Spalter Hügellandes im mittelfränkischen Landkreis Weißenburg-Gunzenhausen. Der Berg gehört zu den höchsten Erhebungen des Haundorfer Waldes.

## Geographie

### Lage
Der bewaldete Haubenberg erhebt sich im Nordwesten des Landkreises Weißenburg-Gunzenhausen inmitten des Haundorfer Waldes am westlichen Rand des Spalter Hügellandes. Südwestlich liegt Haundorf, südlich der Gemeindeteil Aue, westlich der Gemeindeteil Leidingendorf. Im Westen erhebt sich der Mittelberg. Am Nordwesthang entspringt ein kleiner Zufluss des Ziegelleitenbachs. Die Kreisstraßen WUG 22 führt südlich, die Kreisstraße WUG 23 östlich am Berg vorbei.

### Naturräumliche Zuordnung
Der Haubenberg gehört in der naturräumlichen Haupteinheitengruppe Fränkisches Keuper-Lias-Land (Nr. 11), in der Haupteinheit Mittelfränkisches Becken (113) und in der Untereinheit Spalter Hügelland (113.4) zum Naturraum des Nördlichen Spalter Hügellands (113.41), wobei der Westfuß in die Südliche Mittelfränkische Platten abfällt.